# 1078
Високе Середньовіччя •  Золота доба ісламу •  Реконкіста •  Київська Русь

## Геополітична ситуація
Візантію очолив Никифор III Вотаніат. Генріх IV є королем Німеччини, а Філіп I — королем Франції.
Апеннінський півострів розділений між численними державами: північ належить Священній Римській імперії, середню частину займає Папська область, південна частина півострова окупована норманами. Деякі міста півночі: Венеція, Генуя, мають статус міст-республік.
Південь Піренейського півострова займають численні емірати, що утворилися після розпаду Кордовського халіфату. Північну частину півострова займають християнські Кастилія, Леон (Астурія, Галісія), Наварра, Арагон та Барселона. Вільгельм Завойовник є королем Англії, Олаф III — королем Норвегії, а Гаральд III М'який — Данії.
У Київській Русі почав княжити Всеволод Ярославич. Королем Польщі є Болеслав II Сміливий. Хорватію очолює Дмитар Звонімир. На чолі королівства Угорщина стоїть Ласло I.
Аббасидський халіфат очолює аль-Муктаді під патронатом сельджуків, які окупували Персію, в Єгипті владу утримують Фатіміди, у Магрибі панують Альморавіди, у Середній Азії правлять Караханіди, Газневіди втримують частину Індії. У Китаї продовжується правління династії Сун. Значною державою в Індії є Чола. В Японії триває період Хей'ан.

## Події
- 25 серпня — союзне військо князів-ізгоїв та половців розбили руське військо Всеволода Ярославича в битві на річці Сожиця.
- Під Черніговом у битві проти свого племінника князя Олега Святославича загинув київський князь Ізяслав Ярославич. На київський престол повернувся його брат Всеволод Ярославич.
- Святополк II Ізяславич став новгородським князем. У Переяславі почав княжити Ростислав Всеволодович, у Вишгороді Ярополк Ізяславич.
- У Польщі розпочався бунт феодалів, підбурених німецьким королем Генріхом IV.
- Папа римський Григорій VII відлучив від церкви норманського правителя півдня Італії Роберта Гвіскара, який вів війну проти володінь Святого престолу в Беневенто.
- Під Мелльріхштадтом відбулася битва між військами німецького короля Генріха IV та претендента на трон Рудольфа Швабського. Битва не визначила переможця.
- У Візантії, яка втратила значну частину своїх володінь під тиском турків-сельджуків, запланував безлад. Серед захисників імперії виділився молодий полководець Олексій Комнін. Зокрема він завдав поразки бунтівникам Никифору Вазілаку, Никифору Врієнію та Івану Врієнію.
- У Малій Азії здійняв бунт візантійський полководець Никифор Вотаніат. Він увійшов у Константинополь, і його коронували імператором. Попередній василевс Михайло VII зрікся влади.
- Папа римський Григорій VII відлучив від церкви нового імператора Візантії Никифора III Вотаніата.
- Утворилося вірменське Кілікійське царство. (приблизна дата)
- Сельджуки та війська Аббасидського халіфа вторглися в Севад і розбили карматів.
- Альморавіди на чолі з Юсуфом ібн Ташфіном розпочали облогу Сеути.

## Померли
- 3 жовтня — Ізяслав Ярославич, великий князь київський, старший син Ярослава Мудрого.